# Timmiella grosseserrata
Timmiella grosseserrata är en bladmossart som beskrevs av Schiffner 1908. Timmiella grosseserrata ingår i släktet Timmiella och familjen Pottiaceae. Inga underarter finns listade i Catalogue of Life.